# Antoine Quartier
Antoine Quartier, född 1632, död 1702, var en fransk författare. 
Han föll offer för slavhandeln på Barbareskkusten sedan han tillfångatagits av barbareskpiraterna, och utgav en skildring av sina erfarenheter i slaveri i Libyen. Hans skildring av slaveri tillhör de få från Libyen, eftersom de flesta var från Algeriet eller Marocko. 